# Frauenwahlrecht in China
Das Frauenwahlrecht in China wurde ebenso wie das Frauenwahlrecht in den anderen Staaten Ostasiens erst nach dem Zweiten Weltkrieg erreicht. In China begannen viele Frauen schon kurz nach der von Sun Yat-sen geführten Revolution von 1911, nach dem Wahlrecht zu rufen. Im selben Jahr garantierte die Guangdong Provinzversammlung ihnen dieses Recht. Zehn Frauen wurden 1912 in diese Versammlung gewählt. Dies waren die ersten Frauen, die in Asien in ein öffentliches Amt gewählt wurden. An den ersten Wahlen nach der chinesischen Verfassung 1947–1948 nahmen Frauen erstmals in der Geschichte Chinas an nationalen Wahlen teil. Am 1. Oktober 1949 wurde die Volksrepublik China errichtet und das allgemeine aktive und passive Wahlrecht für beide Geschlechter garantiert. Am 1. Oktober 1949 wurde die Volksrepublik China errichtet und das allgemeine aktive und passive Wahlrecht für beide Geschlechter garantiert. Da die Wahlen in der Volksrepublik China als Scheinwahlen mit Einheitslisten durchgeführt werden, ist damit keine Freie Wahl verbunden.

## Verbindung von veränderter Frauenrolle, Nationalismus und Fortschritt
In China waren die politischen Aktivitäten von Frauen immer mit Nationalismus und der Überzeugung verbunden, dass die Unterdrückung von Frauen, die sich in der Tradition des Füßebindens konkretisierte, ein Hindernis für den Fortschritt der Nation sei. Diese Haltung der Frauen steht im Gegensatz zu der etwa in Großbritannien oder Frankreich herrschenden Meinung, wo das Establishment es als Teil der nationalen Mission ansah, Frauen in ihren traditionellen Rollen zu belassen. Die Angelegenheiten der Frauen wurden auch nicht wie im Westen an den Rand gedrängt. Daher waren Frauen ein wichtiger Teil der revolutionären Bewegung von 1911, die zum Sturz der Qing-Dynastie und zur Gründung der Republik China führte: Frauen schmuggelten Waffen, platzierten Sprengstoff und bildeten Kampfeinheiten. Sie sahen Parallelen zwischen ihrer Unterdrückung durch die Männer und der Unterdrückung der einheimischen chinesischen Han-Bevölkerung, die die Mehrheit stellten, durch die Quings, die dem Volk der Mandschu angehörten. Wie auch in Europa und Indien lässt sich in China zeigen, dass das Frauenwahlrecht in einer Zeit der nationalen Erhebung und der Verfassungsänderung zum drängenden Thema wurde. Wie das Beispiel von Xiang Jingyu zeigt, war der Zugang von Frauen zu Führungspositionen innerhalb der Bewegung schwierig und nicht unabhängig von der Verbindung mit einem mächtigen Mann.
Die Nationalisten hatten den chinesischen Frauen das Wahlrecht unter historischen Begleitumständen verschafft, die sich auch in anderen Staaten positiv auf das Frauenwahlrecht auswirkten: nach einer großen nationalen Erhebung – im Falle Chinas Bürgerkrieg und feindliche Invasion. Dieses Muster findet sich in Afrika und, als Teil des Versuchs, einer kommunistischen Bedrohung zu begegnen, auch in Skandinavien und den Niederlanden.
Die chinesischen Kommunisten belohnten die chinesischen Frauen, sobald sie an der Macht waren. Ähnlich erklärten auch die deutschen Sozialdemokraten auf dem Erfurter Parteitag 1891 das Frauenwahlrecht zu einem ihrer Ziele. In Maos Schriften finden sich schon sehr früh Verbindungen zwischen den revolutionären Gedanken und der Stellung der Frau in China, doch die starre Doktrin, dass das Volk die Macht haben solle, stand der Umsetzung lange im Weg. Die Kommunisten ebneten den Weg für das Frauenwahlrecht schließlich nicht deshalb, weil sie der Demokratie vertrauten, sondern weil sie an die Macht der Masse glaubten.

## Ausländische Einflüsse
Die chinesische Frauenwahlrechtsbewegung war vermutlich die einzige weltweit, die der Linie von Emmeline Pankhurst folgte und die Zerstörung von Eigentum für ihr Ziel einsetzte. Aletta Jacobs hatte auf ihren Reisen 1912 chinesische Aktivistinnen getroffen und berichtet, dass nach deren Aussagen die Ursache für dieses radikale Vorgehen bei der chinesischen Presse zu finden sei, die nicht über weltweiten Feminismus, sondern nur über die Kampfstrategien der britischen Suffragetten berichtete. Somit hätten sich die Chinesinnen nur an diesen Vorbildern orientieren können.

## Geschichte

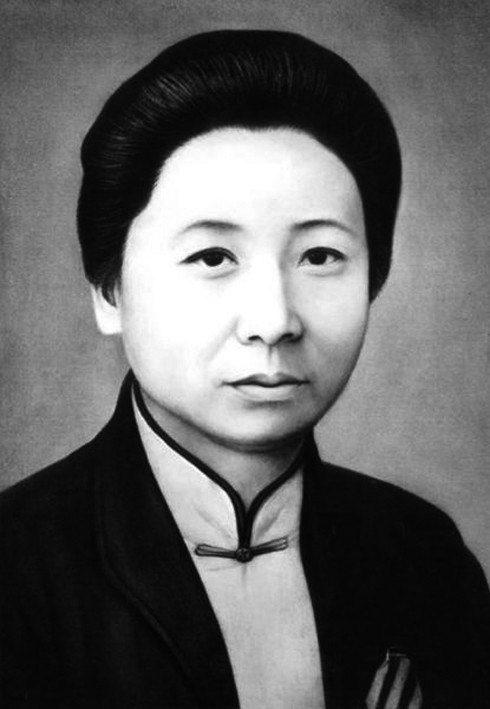
Tang Qunying, (1871－1937), Vorsitzende der Women’s Suffrage Alliance, erstes weibliches Mitglied der revolutionären Tongmenghui-Gesellschaft

Kurz nach der von Sun Yat-sen geführten Revolution von 1911 begannen viele Frauen, nach dem Wahlrecht zu rufen. Tang Qunying gründete im selben Jahr in Peking die Chinese Suffragette Society. Diese hatte sich als Hauptziel das Frauenwahlrecht auf die Fahnen geschrieben, setzte sich aber auch für die Abschaffung des Füßebindens, des Konkubinats, der Kinderheirat und der Prostitution ein.
Im selben Jahr garantierte die Guangdong-Provinzversammlung ihnen dieses Recht. Nach Martin wurden 1912 zehn Frauen in diese Versammlung gewählt. Dies waren nach Martin die ersten Frauen, die in Asien in ein öffentliches Amt gewählt wurden. Nach Adams hatte die Provinzregierung das Wahlrecht nur versprochen, das Versprechen aber dann zurückgenommen und sich auch durch Protestaktionen der Frauen nicht umstimmen lassen. In Peking wurde bei Protesten sogar die Provinzregierung belagert.
Auf nationaler Ebene führten die Frauen dem Kampf um das Frauenwahlrecht fort. Tang ging mit einer Frauenabordnung der Women’s Suffrage Alliance zu dem Gebäude, in dem die Nationalversammlung tagte. Die Abgeordneten weigerten sich, das Frauenwahlrecht einzuführen und die Gleichheit der Geschlechter anzuerkennen. Im März 1912 verbündeten sich die Aktivistinnen mit der Women’s Suffrage Association und besetzten das Parlamentsgebäude drei Tage lang. Als der Parlamentspräsident sich weigerte, mit ihnen zu sprechen, und sie aus dem Haus vertrieben wurden, griffen sie die Polizei an und beschädigten das Gebäude. Am nächsten Tag wurden sie auch von der Women’s Suffragette Society unterstützt und die Regierung sah sich gezwungen, die Frauen mit Militärgewalt entfernen zu lassen. Sun Yat-sen schrieb Tang Qunying, er unterstütze die Sache des Frauenwahlrechts, doch handle es sich um ein langfristiges Ziel.
Unter Präsident Yuan Shikai, der sich 1915 zum Kaiser erklären ließ, wurde die Frauenbewegung zerschlagen, Zeitschriften wurden verboten und es wurde Frauen gesetzlich verboten, sich politischen Gruppierungen anzuschließen.
Nach einem Bürgerkrieg zwischen den Nationalisten und den Kommunisten teilt sich die Geschichte des Frauenwahlrechts in zwei Stränge:
Dem nationalistischen Führer Chiang Kai-shek war es 1928 gelungen, eine arbeitsfähige Regierung zu errichten. Die politische Arbeit von Frauen beschränkte sich hier auf die Förderung der Alphabetisierung und soziale Verbesserungen. Ein Verfassungsentwurf von 1936 hatte das Frauenwahlrecht vorgeschlagen, es wurde aber nicht praktisch umgesetzt. Erst 1946 wurde die Verfassung veröffentlicht. Die Nationalisten hatten sich ursprünglich für ein Wahlrecht für Frauen und Männer nach denselben Bedingungen eingesetzt. Um dieses Ziel zu erreichen, sah die Verfassung vom 25. Dezember 1946 eine Mindestquote von Frauen zusätzlich zu den gewählten weiblichen Abgeordneten in den beiden nationalen Parlamentskammern nach Artikel 26 Absatz 7 vor. An den ersten Wahlen nach dieser Verfassung 1947–1948 nahmen Frauen zum ersten Mal in der Geschichte Chinas an nationalen Wahlen teil. Von 2.953 Abgeordneten entfielen 167 auf die Frauenliste, weitere 126 Frauen wurden über Wahlkreise und die Listen von Berufsgruppen, Auslandschinesen und Minderheiten hinzugewählt. Wegen des Erfolgs der Kommunisten, die die Nationalisten im folgenden Jahr besiegten, wird diese Errungenschaft allerdings oft übersehen.
Die Kommunistische Partei hatte Frauen in den 1930er und frühen 1940er Jahren stark in die politische Arbeit eingebunden. 1946 waren bereits zwischen einem Viertel und einem Drittel der Parteimitglieder weiblich. Frauen waren in politische Kämpfe eingebunden. Trotz des Bürgerkriegs bildeten Nationalisten und Kommunisten 1937 eine Allianz, um sich den japanischen Invasoren entgegenzustellen. In befreiten Gebieten blühten die Frauenorganisationen auf und Frauen übernahmen oft Leitungsfunktionen. In einem Dorf, in dem Frauen das Wahlrecht verweigert worden war, weigerten sich die Frauen, den gewählten Mann anzuerkennen und riefen die Frauen zu einem Sexstreik auf, um Druck auf die Ehemänner auszuüben. Die Untersagung des Frauenwahlrechts wurde daraufhin aufgehoben.
Nach dem Zweiten Weltkrieg lebte der Bürgerkrieg zwischen Nationalisten und Kommunisten wieder auf. Die Nationalisten wurden besiegt und am 1. Oktober 1949 die Volksrepublik China errichtet. Das allgemeine aktive und passive Wahlrecht wurde für beide Geschlechter eingeführt. Die chinesische Geschichtsschreibung stellte die Rolle der kommunistischen Partei für die Zeit vor der Revolution von 1949 in Bezug auf die Erlangung des Frauenwahlrechts übertrieben positiv dar und wertete die Verdienste der Bewegung der nicht-kommunistischen Frauen um das Frauenwahlrecht ab.
Die erste Entsendung von 147 Frauen in den Nationalen Volkskongress (bei 1.226 Mitgliedern) erfolgte im April 1954.